# Szombathelyi AK
Szombathelyi AK war ein ungarischer Fußballverein aus Szombathely. Er gewann zweimal die ungarische Meisterschaft der Vereine außerhalb Budapests und spielte insgesamt fünf Jahre in der ersten ungarischen Liga, der Nemzeti Bajnokság.

## Geschichte
Szombathelyi AK, kurz SzAK, wurde im Jahr 1912 als Szombathelyi Iparosok Kereskedők és Munkások TK (deutsch Turnklub der Kaufleute, Handwerker und Arbeiter aus Szombathely) gegründet. Im Jahr 1913 der Name in Szombathelyi Athletikai Klub (deutsch Athletik-Klub aus Szombathely) geändert. In der Saison 1912/13 nahm er erstmals an der ungarischen Landmeisterschaft in der Gruppe Transdanubien teil, konnte sich aber nicht für die nationale Endrunde qualifizieren. Nach dem Ende des Ersten Weltkrieges wurde er der Gruppe West zugeschlagen. Diese konnte er in der Saison 1919/20 erstmals für sich entscheiden, eine Endrunde kam aufgrund des Ungarisch-Rumänischen Krieges nicht zustande. In der darauf folgenden Spielzeit erreichte der SzAK das Halbfinale. In der Spielzeit 1922/23 erreichte der Klub das Finale um die Landmeisterschaft der Provinzvereine und konnte diese durch einen 7:0-Erfolg gegen Kecskeméti AC gewinnen. Dieser Erfolg wurde in der Saison 1923/24 wiederholt. Auch die beiden folgenden Jahre erreichte SzAK jeweils die Endrunde.
Als im Jahr 1926 die ungarische Profiliga aus der Taufe gehoben wurde, gründete der SzAK unter dem Namen Sabaria Labdarúgók Szövetkezete (deutsch Sabaria-Fußballgemeinschaft) eine Berufsspielermannschaft, benannt nach der römischen Siedlung Savaria, auf deren Mauern die Stadt Szombathely steht. Die Mannschaft schloss sowohl die Saison 1926/27 als auch 1927/28 auf dem vierten Platz ab. Am Ende der Spielzeit 1928/29 musste Sabaria als Tabellenletzter absteigen. Der Name wurde in Sabaria Football Club geändert und der umgehende Wiederaufstieg erreicht. Nach zwei weiteren Spielzeiten stieg Sabaria FC am Ende der Saison 1931/32 erneut ab.
Der Klub löste die Profimannschaft auf und spielte unter dem neuen Namen Szombathelyi FC in den Amateurligen weiter. Im Jahr 1940 gelang der Aufstieg in die Nemzeti Bajnokság II. Nach dem Ende des Zweiten Weltkrieges kehrte der Verein zu seinem früheren Namen Szombathelyi AK zurück und löste sich im Jahr 1949 auf.

## Erfolge
- Ungarische Landmeisterschaft der Provinzvereine: 1923, 1924